# Zinberg-Gletscher
Der Zinberg-Gletscher ist ein Gletscher im Osten der Thurston-Insel vor der Eights-Küste des westantarktischen Ellsworthlands. Er fließt in ostnordöstlicher Richtung zum Morgan Inlet, das er zwischen der Tierney-Halbinsel und der im Ryan Point auslaufenden Landspitze erreicht.
Das Advisory Committee on Antarctic Names benannte ihn im Jahr 2003 nach Korporal Eugene Zinberg (1924–2004), Fotograf in der Ostgruppe der von der United States Navy durchgeführten Operation Highjump (1946–1947) zur Erstellung von Luftaufnahmen von der Thurston-Insel und der benachbarten Festlandküste.